# Luis Alfredo Ilarregui
Luis Alfredo Ilarregui (Ayacucho, 1955) es un sindicalista y político argentino del Partido Justicialista, que se desempeña como embajador argentino en Cuba desde 2021, designado por el presidente Alberto Fernández. Anteriormente se había desempeñado como intendente del partido de Ayacucho (1987-1997) y como diputado nacional por la provincia de Buenos Aires (2005-2009), entre otros cargos.

## Carrera
Trabajador municipal del partido de Ayacucho (provincia de Buenos Aires), comenzó su carrera como líder sindical de los empleados municipales, alcanzado el cargo de secretario de aquel gremio en la década de 1980. Su primer cargo político fue el de concejal de Ayacucho, por el Partido Justicialista, siendo jefe del bloque peronista del Concejo Deliberante en 1983.
En 1987 fue elegido por primera vez intendente de Ayacucho; como peronista, rompió una hegemonía muchos años de la Unión Cívica Radical en el distrito, siendo reelecto en dos oportunidades más, en 1991 y 1995. Su carrera legislativa comenzó como senador de la provincia de Buenos Aires, cargo al que fue elegido en 1997, y nuevamente en 2001. Con la llegada de Néstor Kirchner a la presidencia de la Nación en 2003, lo llevó al cargo de secretario de Asuntos Municipales de la Nación. Además, en 2004 se desempeñó como ministro de Gobierno de la provincia de Santiago del Estero, designado por el interventor Pablo Lanusse.
En las elecciones legislativas de 2005, fue elegido diputado nacional por la provincia de Buenos Aires, integrando el bloque del Frente para la Victoria. Se desempeñó como vicepresidente primero de la comisión de Defensa Nacional; e integró como vocal las comisiones de Agricultura y Ganadería; de Asuntos Municipales; de Comunicaciones e Informática; de Cultura; de Deportes; y de Industria. Tras su paso por la Cámara de Diputados, se desempeñó como secretario de Provincias de la Nación, en el gobierno de Cristina Fernández de Kirchner, hasta 2015.
En marzo de 2021, el presidente Alberto Fernández, con acuerdo del Senado, lo designó embajador de Argentina en Cuba, presentando sus cartas credenciales a Miguel Díaz-Canel en junio del mismo año. Desde su cargo se encargó de gestionar la posible llegada de vacunas cubanas contra el COVID-19.